# Magnitud combinada
La magnitud combinada es la magnitud total de dos o más estrellas u objetos celestes, que por estar cerca aparecen como una sola estrella a simple vista. Como la escala de magnitudes es logarítmica la magnitud combinada m resultado de dos estrellas de magnitudes m1 y m2 es:
{\displaystyle m=m1-2,5\times \lg(1+10^{0,4\times (m1-m2)})}
Así una estrella de magnitud m1=0,5 y m2=0,6 tiene una magnitud combinada de m=-0,204.
- Datos: Q5989874